# برساخت‌گرایی (علوم اجتماعی)
برساخت‌گرایی اجتماعی یا ساخت‌گرایی اجتماعی یا صنع‌گرایی (به انگلیسی: Social constructivism) یک نظریهٔ جامعه‌شناختی در زمینهٔ شناخت است که بر مبنای آن رشد انسان به صورت اجتماعی انجام می‌شود و دانش از طریق کنش متقابل با دیگران برساخته می‌شود. این اصطلاح به‌وسیلهٔ پیتر برگر و توماس لاکمن در کتاب ساخت اجتماعی واقعیت ابداع شد. نظریهٔ آن‌ها بر اساس تلفیقی از جامعه‌شناسی معرفت آلفرد شوتس و مفهوم نهادهای دورکیم بنیاد شده و می‌کوشد به این پرسش پاسخ دهد که چگونه معنای ذهنی به واقعیتی اجتماعی تبدیل می‌شود.
برساخت‌گرایی اجتماعی تأکید می‌کند که باید آن دسته از شیوه‌های درک جهان از جمله درک خودمان را که بدیهی تلقی کرده‌ایم به دیده‌ی انتقادی بنگریم. شاید بدیهی به نظر برسد که وقتی به جهان می‌نگریم، فارغ از هر چون و چرا و مسأله‌ای ماهیت آن را در می‌یابیم و یا دانش متعارف ما مبتنی بر مشاهدۀ عینی و بی‌طرفانه مان از جهان است. برساخت‌گرایی اجتماعی می‌خواهد به این دسته از دیدگاه‌های خودمان نگاهی انتقادی بیندازیم و آن ها را به پرسش بگیریم. [3]

## علوم اجتماعی
واقعیت محصول تاریخی برداشت آدمی است. برساخت گرایی توضیح می‌دهد که برساخت اجتماعی چطور بمثابه واقعیت اجتماعی یعنی به مثابه چیزی ثابت و تغییرناپذیر جلوه داده می‌شود.

## در فلسفه و معرفت شناسی
فریدریش آگوست فون هایک در آثار متعدد خود از این واژه برای تمایز بین دوسنت فلسفی مغرب زمین استفاده می‌کند 
او سنت اولی را سنت عقل‌گرایی دکارتی(عقلانیت صنع‌گرا/constructivist rationalism)می‌داند که آنچنان اصالت را به عقل بشری می سپارد که گویی آدمی با تکیه بر عقل می تواند همه چیز را فهم کند و حتی دگرگون سازد و حتی جهان را بهینه سازی کند و سبک زندگی اجتماعی-اقتصادی نوین و بی‌ایرادی را بنانهد
اما سنت دومی را که کانت آن را نمایندگی می‌کند و عقل‌گرایی تکاملی(evolutionary rationalism) نام دارد، سنتی است که عقل را محدود دانسته و آن را فاقد قابلیت فهم تمام ابعاد زندگی و وجود و جوهر می‌داند چراکه عقل انسانی خود جزئی از یک کل است و نمی‌تواند جهان را به طور عینیت گرایی|موضوع تفهم فهم کند و به عبارت بهتر جزء نمی‌تواند بر کل فائق بیاید در نتیجه آدمی باید در کاربرد عقل فروتن باشد و نقش نظم‌های تحولی و تکاملی و خودجوش را جدی بی‌انگارد
در کنار هایک، مایکل اوکشات نیز بر این وجه تعقل تاکید داشت و سنت عقل‌گرایی برساخت‌گرا(صنع‌گرا)را بانی تخریب تمدن و توتالیتاریسم/تمامیت خواهی می‌دانست.